# تریوم‌ویرات دوم
تریوم ویرات دوم یا حکومت سه نفره دوم، یک اتحاد سیاسی است که بین سه تن از شخصیت‌های قدرتمند جمهوری روم: اوکتاویان (امپراتور آینده به نام آگوستوس) – مارک آنتونی و مارکوس امیلیوس لپیدوس در ۴۳ پ. م شکل گرفت؛ و برای دو دوره پنج ساله تا ۳۳ پ. م ادامه داشت. برخلاف تریوم ویرات اول که بین ژولیوس سزار، پومپه و کراسوس برقرار شده بود، تریوم ویرات دوم بصورت رسمی و قانونی تأسیس شد. قدرت قانونی آن از تمام مقام‌های دیگر روم از جمله کنسول‌ها بالاتر بود.

## تشکیل تریوم ویرات دوم
در ۴۳ پ. م بین اوکتاویان و آنتونی و لپیدوس در ایتالیای شمالی برای کسب قدرت نزاع صورت می‌گیرد. اما در ۴۳پ. م این سه نفر در نزدیکی برونا به توافق می‌رسند که بصورت مشترک قدرت را در دست بگیرند. اولین تریوم ویرات در اصل یک توافق خصوصی بود در مرتبه دوم حکومت مشترک اکتاویان ، آنتونی و لپیدوس به تصویب قانون رسید. تنها محدودیت این حکومت سه نفره دوره پنج ساله تعیین شده توسط قانون بود.
یک اتفاق عجیب تاریخی دراین تریوم ویرات این است که این حکومت سه نفره و در عمل دیکتاتوری. شامل آنتونی بود که به عنوان کنسول در سال ۴۴ قبل از میلاد قانونی را به تصویب رسانده بود که دیکتاتوری را لغو می‌کرد. یعنی چیزی که عملاً در زمان دیکتاتوری سولا و جولیوس سزار اتفاق افتاده بود. در سال ۴۴ قبل از میلاد، لپیدوس که استانهای هیسپانیا و ناربون گل را در تصرف داشت، موافقت کرد که ۷ لژیون را به اوکتاویان و آنتونی تحویل دهد تا به مبارزه با بروتوس و کاسیوس (قاتلین سزار) برای شرق روم ادامه دهند.
آنتونی تسلط خود را بر سیسالپین گل و هجوم برای تمام گل را حفظ کرد، اکتاویان آفریکا (استان روم) را در اختیار داشت و اختیارات اسمی سیسیل و ساردینیا به او داده شد. به گفته مورخ ریچارد ویگل، سهم اوکتاویان در این مرحله «عملاً تحقیرآمیز» بود. مهمترین استانها به آنتونی و لپیدوس رسید، و انتقال لژیونهای لپیدوس به اوکتاویان در آینده به این معنی بود که لپیدوس خود را به عنوان یک شریک برابر عملاً حذف می‌کرد.

## دادخواست
به منظور پر کردن خزانه، اعضاء حکومت سه نفره تصمیم گرفتند که به دادخواست متوسل شوند. از آنجا که هر سه از سربازان سزار بودند، اهداف اصلی آنها مخالفان جناح سزار بودند. مشهورترین قربانیان مارکوس تولیوس سیسرو معروف به سیسرون بود، که با سزار مخالفت کرده بود و آنتونی را درخطابه‌هایش نقد کرده بود و نیز مارکوس فاونیوس، پیرو کاتوی کوچک و مخالف هر دوتریوم ویرات. برای نویسندگان باستان، شوک آورترین دادخواست‌ها، مربوط به لوسیوس ژولیوس سزار، افسرعالی رتبه سزار و برادر لپیدوس، لوسیوس آئیمیلیوس لپیدوس پائولوس بود. آنها به این لیست اضافه شدند زیرا اولین کسانی بودند که آنتونی و لپیدوس را محکوم کرده بودند. در عمل هر دو جان سالم به در بردند.
همکارکنسول اوکتاویان در آن سال، پسر عموی او (و برادرزاده سزار)، کوینتوس پدیوس، قبل از شروع دادخواست مرد؛ و خود اوکتاویان اندکی بعد از مقام کنسولی استعفا داد. نماینده‌های قیصر، آلیوس هیرتیوس و گائوس ویبیوس، در اولین جنگ داخلی پس از مرگ سزار، که بین سنا و خود مارک آنتونی بود، در طرفداری از سنا کشته شدند. در طول ده سال تریوم ویرات (۴۳ تا ۳۳ قبل از میلاد)، بجای ۲۰ کنسول ۴۲ کنسول تعیین شد.

## نبرد فیلیپی
قاتلان قیصر بروتوس و کاسیوس در سال ۴۲پ. م بیشتر ایالات شرقی شامل مقدونیه، آسیای صغیر و سوریه را در کنترل گرفتند. اوکتاویان و آنتونی عازم نبرد می‌شوند؛ و در دو نبرد در فیلیپی بروتوس و کاسیوس را شکست می‌دهند.

## تقسیم ایالات
پس از پیروزی، اوکتاویان و آنتونی ایالات روم را بین خود تقسیم کردند. اوکتاویان کنترل غرب را در دست گرفت، آنتونی شرق را در دست گرفت در نتیجه ایالت سیسالپین گل به ایتالیا می‌پیوندد؛ و ناربونسه به گل می‌پیوندد وتمام گل یک پاچه به ایتالیا می‌پیوندد؛ و درنتیجه سهم آنتونی می‌شود. اوکتاویان اسپانیا را نیز از لپیدوس می‌گیرد؛ و برای خود لپیدوس چیزی باقی نمی‌ماند؛ ولی کنترل آفریقا به او پیشنهاد می‌شود. بهانه‌ای که پیش کشیدند، خبری بود که لپیدوس مذاکرات خیانتکارانه ای با سکستوس پومپی داشته. اگر بتواند بیگناهی خود را به اثبات برساند می‌تواند آفریقا را داشته باشد.
اوکتاویوس به روم بازمی‌گردد تا زمین‌هایی را بین سربازان خودش تقسیم کند. آنتونی در شرق می‌ماند تا قلمروهایی که قبلاً در اختیار بروتوس و کاسیوس قرار داشت تحت کنترل تریوم ویرات درآورد.
از دلایلی که اثبات می‌کند نقش لپیدوس در تریومویرات کاهش پیداکرده سکه‌های کمی است که از این تاریخ به بعد تصویر لپیدوس روی آن نقش بسته و تعدادی از فرامین که فقط نام آنتونی و اوکتاویان در آن وجود دارد.

## آنتونی و کلئوپاترت
مقاله اصلی کلئوپاترا

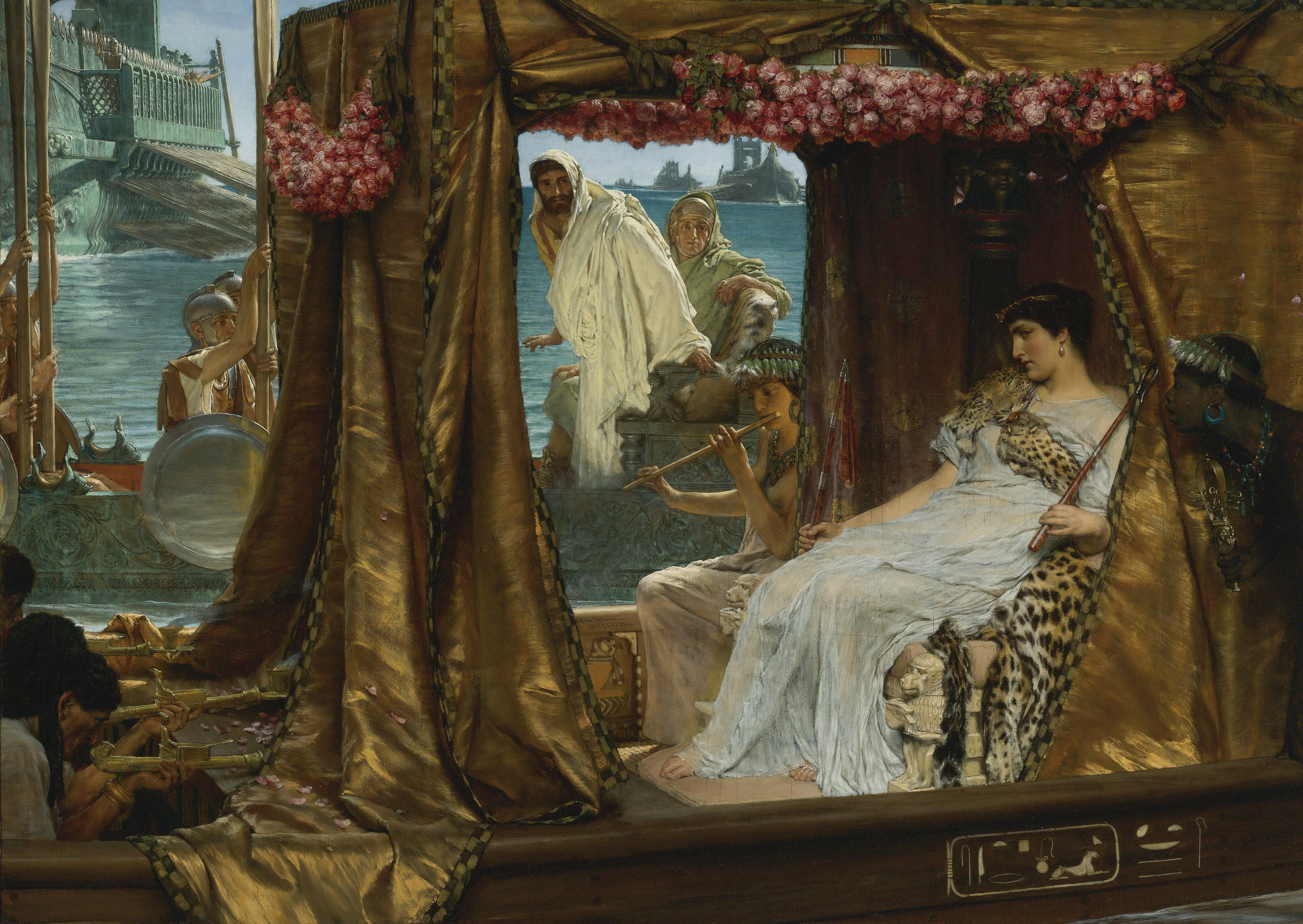
کلئوپاترا و آنتونی اثر.Lawrence Alma-Tadema.

آنتونی رسولانی نزد کلئوپاترا فرستاد و به او فرمان داد تا در طرسوس نزد او حاضر شود و پاسخگوی این اتهام باشد که چرا یه کاسیوس در گردآوری مال و سپاهی یاری کرده است. کلوپاترا سوار بر زورق از روخانه کودونوس فرامیآمد، زورقی با بادبانهای ارغوانی با نوای نی لبک ها و چنگها. کارکنان کشتی که همه ندیمه های او بودند، در هیئت پریان دریایی، و خود او نیز در جامه ونوس زیر سایبانی زربفت آرمیده بود. چون خبر این منظر دلربا میان مردم طرسوس پراکنده شد، همگی رو به کرانه رود نهادند و آنتونی را بر تخت خود تنها گذاشتند. کلئوپاترا از او دعوت کرد تا شام را در زورقش صرف کند. کلئوپاترا در پذیرایی از آنتونی و همراهانش هیچ تجملی را فرو نگذاشت. وی سخن را با سرزنش کلئوپاترا آغاز کرد،اما با اهدای فینیقیه، کویله، سوریا، قبرس، و بخشهایی از عربستا و کیلیکا و یهودا به او پایان برد. کلئوپاترا از او دعوت میکند تا به اسکندریه بیاید.در آنجا آنتونی زمستانی را به بیغمی گذرانید.  پس از شکست آنتونی از اوکتاویان، کلئوپاترا ردای شاهانه ای به بر کرد و افعیی به سینه خویش فشرد و مرد.

## نبرد پرسویین
دربرنامه توزیع زمین توسط اوکتاویان وقتی زمین‌های کشاورزان به نفع سربازان مصادره شد تشنجات کسترده ای بوجود می‌آید، برادر آنتونی به نام لوسیوس آنتونیوس که کنسول بود. از کشاورزانی که زمین‌هایشان مصادره شده بود پشتیبانی می‌کند و نزاع به جنگ پرسویین منجر می‌شود. لوسیوس در این جنگ سپاهی برای مقابله با اوکتاویان تجهیز می‌کند و فولویا همسر مارک آنتونی نیز مشوق او بود.
لپیدوس دو لژیون خود را در رم نگه می‌دارد و زمانی که آنتونی جهت جمع‌آوری سپاه از رم خارج می‌شود. لوسیوس لوژیون‌های لپیدوس را شکست می‌دهد و لپیدوس به طرف اوکتاویان فرار می‌کند. هنگامی که اوکتاویان به سمت رم برمیگردد. لوسیوس به سمت پروسیا عقب‌نشینی می‌کند و در سال ۴۰–۴۱ پ. م اوکتاویان پیروز می‌شود و لسیوس با تقاضای بخشش خود را تسلیم می‌کند. در پایان این جنگ لپیدوس با در اختیار گرفتن شش لژیون از اوکتاویان به فرماندهی آفریقا منصوب می‌شود و اوکتاویان به کمک لوژیون‌های وفادارش قدرت منحصر به فرد ایتالیا می‌شود؛ و وقتی کالنوس فرمانده گل می‌میرد. اوکتاویان لژیون‌های او را هم تحت کنترل خود درآورده و قدرت او در غرب بیشتر می‌شود. این تقسیم‌بندی ایالات در پیمان بروندیسیوم ۴۰پ. م تثبیت می‌شود. در هین زمان فلوویا همسر آنتونی می‌میرد و اوکتاویان ترتیب ازدواج خواهرش اوکتاویا را با آنتونی می‌دهد و این ازدواج سمبل تجدید عهد آنتونی و اوکتاویان می‌شود.

## نبرد سکستوس پومپی
مشکلات اقتصادی که با مصادره زمین‌های کشاورزان بوجود آمد با کنترل سکستوس پومپی بر سیسیل تشدید می‌شود (شهرهای کورسیکا و ساردینیا). نیروی دریایی پومپی مزاحم کشتی‌های روم می‌شود و منجر به کمبود غلات در رم می‌شود. در ۳۹پ. م آنتونی و اوکتاویان تصمیم می‌گیرند برای مقابله با این دزدان دریایی با آنها وارد مذاکره شوند. بنا به گفته آپیان سکستوس امیدوار بود به جای لپیدوس عضو سوم تریوم ویرات شود. اما طبق قرارداد میسنوم قرار شد جزیره سیسل در اختیار او قرار گیرد و در عوض سکستوس متعهد می‌شود دست از دزدی دریایی بردارد.
علی رقم این موافقت نامه جنگ ادامه داشت. اوکتاویان سکستوس را به ادامه غارت شهرهای ایتالیا متهم می‌کند. در سال بعد اوکتاویان تصمیم می‌گیرد سیسیل را پس بگیرد. او دو بار در جنگ دریایی مسینا شکست می‌خورد. اوکتاویان تصمیم می‌گیرد با آنتونی وارد مذاکره شود. (آنتونی برنامه داشت به پارت حمله کند و نیاز به سرباز داشت).آنتونی موافقت می‌کند در ازاء سربازانی که برای حمله به پارت به او داده می‌شود او نیز کشتی‌هایی را برای حمله به سکستوس اعزام کند. اوکتاویوس همچنین حمایت لپیدوس را نیز جذب می‌کند؛ و حمله مشترک برای حمله به سیسیل برنامه‌ریزی می‌شود.

## سقوط لپیدوس
اگرچه اسما اوکتاویان بر جنگ نظارت داشت ولی عملاً افسر عالی‌رتبه او مارکوس ویسپانیوس آگریپا فرماندهی این جنگ را در عهده داشت که در ۳۵ پ. م منجر به پیروزی می‌شود. آگریپا قبلاً در ۳۷پ. م کنسول بود و حکومت پنج ساله دوم تریو ویرات را به تصویب رسانده بود.
تریوم ویرات دوم نیز مانند تریوم ویرات اول دوام نیاورد و نتوانست از جاه طلبی‌ها و حسادت‌های داخلی جلوگیری کند.آنتونی از اوکتاویان نفرت داشت و بیشتر وقت خودش را در مشرق بسر می‌برد. در حالی که لپیدوس از آنتونی طرفداری می‌کرد احساس می‌کرد علی‌رغم انتصابش به مقام دینی پونتی فکس ماکسی موس توسط قیصر در۴۰ پ. م هردو همکارش در تریوم ویرات اورا کنار گذاشته‌اند.
در طول جنگ علیه سکستوس، لپیدوس نیروی بزرگی مرکب از ۱۴ لژیون و مقدار قابل توجهی نیروی دریایی به سیسیل گسیل داشت. لپیدوس اولین نفری بود که نیروهای خودش را در سیسیل پیاده می‌کند و چند شهر اصلی سیسیل را در تصرف می‌گیرد. در هرصورت او احساس می‌کرد اوکتاوین با او به صورت یک فرمانبر عمل می‌کند نه به عنوان یک همتراز. این موجب گردید تا به رفتاری اشتباه دست بزند که بهانه به دست اوکتاویان دهد تا او را از قدرت بردار. بعد از شکست سکستوس پومپی، لپیدوس لوژیون‌های خود را در سیسیل مستقر کرد و ادعا داشت که سیسیل باید به مناطق تحت نفوذ او اضافه شود.
از طرف دیگر او مجبور بود به ایالت قبلی خودش که رسماً به او تعلق داشت برگردد. اوکتاویان لپیدوس را به یاغی گری و شورش متهم می‌کند. لژیون‌های لپیدوس در سیسیل از قوای اوکتاویان شکست می‌خورند و لپیدوس تسلیم می‌شود. لپیدوس از تمام اختیارات قانونی خود برکنار می‌شود. به جز مقام مذهبی پونتیفکس ماکسیموس که قیصر به او داده بود و اوکتاویان او را به شهر چیرچئو تبعید می‌کند.

## نبرد بین اوکتاویان و آنتونی
برای تهیه بودجه و همچنین پاداش سربازهایش و تثبیت اعتبار فرماندهی خود. اوکتاویان عازم جنگی در ایلیریکوم می‌شود. در همین احوال آنتونی خود عازم جنگ با پارت ها (اشکانیان) می‌شود؛ که با شکست از فرهاد چهارم و تلفات زیاد عقب‌نشینی می‌کند.
آنتونی علی‌رغم ازدواج با اوکتاویا خواهر اوکتاویوس در ۴۰پ. م با کلوپاترا ملکه مصر در اسکندریه آشکارا زندگی می‌کرد. زمانیکه دوران تریوم ویرات در سال ۳۳پ. م به پایان رسید.آنتونی به استفاده از عنوان تریوم ویرات ادامه داد. اوکتاویان ترجیح می‌دهد از آنتونی فاصله گرفته و از بکار بردن آن عنوان خود داری می‌کند.
کلئوپاترا بعد از شکست آنتونی در پارت تجهیزاتی برای او فراهم می‌کند. سپس آنتونی متوجه ارمنسان می‌شود و شاه آرتاوازد دوم را دستگیر و شهر را اشغال و به افتخار این پیروزی سکه ضرب می‌کند. نمایشی از پیروزی روم برپا می‌کند سپس اعلامیه ای را خواند، معروف به کمک‌های اسکندریه، که در آن سرزمین‌هایی را به فرزندان کلئوپاترا اعطا می‌کرد.
اوکتاوین در ۳۲پ. م ادعا می‌کند به وصیت نامه آنتونی دست پیدا کرده؛ و در معرض دید عموم قرار می‌دهد. بر اساس وصیت نامه ادعا شده میراث قابل توجهی توسط کلئوپاترا به فرزندان آنتونی داده شد، و دستورالعمل‌هایی را برای حمل جسد وی به اسکندریه برای دفن داده بود. اوکتاویان عازم جنگ با آنتونی می‌شود. نیروهای اوکتاویان در نبرد آکتیوم شکست سختی به نیروهای آنتونی می‌دهد۳۱پ. م. سپس آنها را تا مصر تعقیب می‌کند۳۰ پ.م. آنتونی و کلوپاترا در مصر خودکشی می‌کنند و اوکتاویان شخصاً بر مصر و اسکندریه حکومت می‌راند.
همپیمان اوکتاویان، گائوس مائسیناس ادعا میکندکه توطئه ای توسط پسران لپیدوس سازمامدهی شده‌است. ۳۱پ. م. با شکست قوای آنتونی؛ و به حاشیه رانده شدن لپیدوس، اکتاویان در ۲۷پ. م ملقب به آگوستوس می‌شود و تنها امپراتور دنیای روم و مؤسس امپراتوری رم می‌شود.